# Francouzsko-německá deklarace (1938)
Francouzsko-německá deklarace o neútočení a přátelských vztazích (také známá jako deklarace Bonnet-Ribbentrop, francouzsko-německá dohoda nebo pakt Bonnet-Ribbentrop) je prohlášení, které podepsali dne 6. prosince 1938 v Paříži ministři zahraničních věcí Francie a Německa Georges Bonnet a Joachim von Ribbentrop. Vzhledem k tomu, že zaručovalo respektování hranic mezi Francií a Německem, bylo Německem později často citováno jako uznání východní Evropy za sféru svého vlivu (což písemné prohlášení nestanoví).

## Mezinárodní politika v 30. letech 20. století
V 30. letech 20. století probíhaly v Evropě složité mezinárodní události, které souvisely s agresivní politikou nacistického Německa. Většina politiků té doby volila vůči nacistickému Německu pacifistickou politiku označovanou jako politiku ústupků, politiku appeasementu.
V průběhu 30. let 20. století a před vypuknutím 2. světové války některé evropské země uzavřely deklaraci o neútočení, o přátelských vztazích nebo přímo o spolupráci s nacistickým Německem.
Po uzavření smlouvy o neútočení mezi Velkou Británii a Německem následně i Francie s Německem uzavřeli takovou deklaraci. Tuto německo-francouzskou deklaraci o přátelských vztazích a neútočení dohodli za obě strany tehdejší francouzský předseda vlády Édouard Daladier a vůdce tehdejšího nacistického Německa Adolf Hitler.
Dne 6. prosince 1938 deklaraci za obě strany podepsali za Francii Georges Bonnet a za Německo Joachim von Ribbentrop.

## Text deklarace
Pan Georges Bonnet, ministr zahraničních věcí Francouzské republiky, a pan Joachim Von Ribbentrop, ministr zahraničních věcí Německé říše, jednající jménem svých vlád, se během schůzky v Paříži konané 6. prosince 1938 dohodli na následujícím:
Článek 1 – Francouzská vláda a německá vláda plně sdílejí přesvědčení, že mírové a dobré sousedské vztahy mezi Francií a Německem představují jeden ze základních prvků pro upevnění situace v Evropě a udržení obecného míru. Obě vlády proto vynaloží maximální úsilí, aby zajistily rozvoj vztahů mezi svými zeměmi v tomto smyslu.
Článek 2 – Obě vlády konstatují, že mezi jejich zeměmi nezůstává žádná nevyřešená otázka územního pořádku, a slavnostně uznávají jako konečnou hranici mezi svými zeměmi takovou, jak je v současné době zakreslena.
Článek 3 – Obě vlády jsou pevně rozhodnuty, s výhradou svých zvláštních vztahů se třetími mocnostmi, zůstat v kontaktu ve všech otázkách dotýkajících se zájmů obou zemí a vzájemně se konzultovat v případě, že by další vývoj těchto otázek mohl vést k mezinárodním obtížím.
Na důkaz toho zástupci obou vlád podepsali toto prohlášení, které vstupuje v platnost okamžitě.
Vyhotoveno ve dvou exemplářích, ve francouzském a německém jazyce, v Paříži dne 6. prosince tisíc devět set třicet osm.
Podepsáni: Georges Bonnet, Von Ribbentropp